# La prerrogativa benigna
 La prerrogativa benigna  es el decimoprimer capítulo de la quinta temporada de la serie dramática El ala oeste.

## Argumento
Todo está preparado para el gran acontecimiento de principios de año: el  Discurso del Estado de la Unión, donde el presidente hará hincapié en algunas reformas del derecho penal, oponiéndose a las actuales penas mínimas en delitos leves. Toby ha terminado el discurso del estado de la unión unas pocas semanas antes. Para recabar ideas, se vale de la ayuda de una embarazada Joey Lucas (ante un sorprendido Josh,  que se dedicará a realizar encuestas para conocer la reacción de la gente corriente al discurso. En especial, se fija en un ciudadano cansado de retórica y hambriento de hechos palpables. Además, es ayudado por una ex-becario muy competente llamada Marina, cuyo apodo es “Rena”.
Charlie, mientras, ha estado saliendo con una joven aspirante a periodista en la Casa Blanca llamada Meeshell Anders, a quien le presentó la asesora Ángela Blake en una fiesta. Intentando impresionarla la lleva a conocer algunas zonas importantes del Ala Oeste de la Casa Blanca. Poco antes de hacerle una foto en la Sala de Prensa ella le reconoce que va a trabajar como ayudante ahí mismo, y no únicamente como visitante ocasional de un periódico universitario. Asustado, el ayudante del Presidente dedide dejar de verla. En la misma noche del discurso, ella irá a verle y delante de su jefe le dará una bofetada, fruto de su corazón partido.
Por otro lado, llega el momento de “La prerrogativa benigna”, el indulto presidencial. El Presidente Bartlet recibe las presiones de varios frentes: por un lado, su mujer, Abbey intenta el indulto de un líder nativo americano en Dakota del Norte. El Partido Republicano desea lo mismo para un exgobernador encarcelado que se encuentra en mal estado de salud. Y Donna se fija en el hijo de un matrimonio de Colorado, que son grandes contribuyentes del Partido Demócrata. Finalmente se decide el indulto de 35 de las solicitudes, quedándose fuera este último.
Poco antes del discurso Donna recibe una llamada: el condenado de Colorado se ha suicidado. Apenada, será consolada por Josh, quien no desea que cambie su forma de ser. Y es que a veces, gobernar, puede llegar a ser muy doloroso.

## Comentarios
- El episodio fue alabado por la comunidad negra por su fiel reflejo (y homenaje) al periodismo que practican.[1]

## Enlaces
- Enlace al Imdb (enlace roto disponible en Internet Archive; véase el historial, la primera versión y la última).
- Guía del Episodio (en inglés)